# География на Мавритания
Мавритания е държава в Западна Африка, край бреговете на Атлантическия океан, голяма част от територията на която е заета от пясъчните и каменистите пустини на Западна Сахара. На северозапад и север Мавритания граничи със Западна Сахара (дължина на границата – 1050 km), на североизток – с Алжир (463 km), на изток и юг – с Мали (2237 km), а на югозапад – със Сенегал (813 km). Общата дължина на сухоземните граници (в т.ч. речни) е 4563 km. На запад се мие от водите на Атлантическия океан (дължина на бреговата линия – 754 km). Атлантическото крайбрежие е ниско и праволинейно, с изключение на северната част, където в сушата се вдават заливите Нуадибу и Агадир. Край бреговете има множество плитчини, пясъчни бари и малки острови (най-голям е Тидра). От север на юг Мавритания се простира на 1430 km, а от запад на изток – 1180 km. В тези си граници заема площ от 1 030 631 km². Населението към 1.1.2018 г. възлиза на 4 403 000 души. Столица е град Нуакшот.
Територията на Мавритания се простира между 14°43′ и 27°19′ с.ш. и между 4°50′ и 17°04′ з.д. Крайните точки на страната са следните:
- крайна северна точка – 27°19′ с. ш. 8°40′ з. д. / 27.316667° с. ш. 8.666667° з. д., граница с Алжир и Западна Сахара.
- крайна южна точка – 14°43′ с. ш. 12°03′ з. д. / 14.716667° с. ш. 12.05° з. д., граница с Мали, на десния бряг на река Сенегал, при устието на река Каракоро.
- крайна западна точка – 20°54′ с. ш. 17°04′ з. д. / 20.9° с. ш. 17.066667° з. д., на границата със Западна Сахара, при град Нуадибу.
- крайна източна точка – 25°00′ с. ш. 4°50′ з. д. / 25° с. ш. 4.833333° з. д., на границата с Алжир и Мали.[2]

## Геоложки строеж, полезни изкопаеми
Територията на Мавритания се отнася към древната Африкано-Арабска платформа, изградена от докамбрийски формации, силно нагънати и метаморфозирани. Архайските и долнопротерозойските кристалинни скали излизат на повърхността в пределите на Регибатския щит, разположен в северозападната част на страната. На запад към него, по ясно изразен разлом се доближава меридионално разположената Мавритано-Сеанегалска нагъната система с байкалска възраст, изградена от рифейски пясъчници, кварцити, тилити и варовици. Югоизточната част на Мавритания е заета от синеклизата Таудени. В основата на седиментния ѝ чехъл залягат теригенно-карбонатни наслаги от горния рифей. Палеозойските седименти са развити на платата Адрар и Тагант. В крайния северозапад и юг на страната, в падините покрай брега на Атлантическия океан са разпространени мезозойски пясъчници и конгломерати.
Най-важните полезни изкопаеми в Мавритания са находищата на медни руди (в Акжужд), свързани с докамбрийските образувания в Регибатския щит. Общите запаси от медна руда със съдържание на медта от 0,7 до 2,8% се оценяват на около 590 хил. т. В района на Зуерат има залежи на железни руди, като общите запаси (със средно съдържание на желязото в рудата 65%) се изчисляват на 410 млн. т. На запад се разработват находища на каменна сол, които са привързани към падините по Атлантическото крайбрежие. На север от Нуакшот има запаси от гипс, а по крайбрежието – запаси от илменит (200 хил. т). В района на Бунаги се разработват находища на редки елементи.

## Релеф
В релефа на Мавритания преобладават ниските равнини и плата. На север е разположено платото Адрар, което има хълмист релеф и максимална височина 829 m. Още по̀ на север, между градовете Фдерит и Зуерат се намира изолирано възвишение където където се издига връх Кедиет Иджил, 915 m, най-високата точка на страната. На юг са разположени пясъчните плата Тагант (612 m), Асаба (381 m ) и други, със средни височини 300 – 400 m, които са отделени от околните равнини със стръмни отстъпи. Възвишенията и платата са обкръжени от пясъчни пустини с дюни, с предимно североизточно простиране. На север и североизток се намират големите пясъчни масиви, т.нар. „ерги“ (Игиди, Шеш, Ел Джуф), продължаващи на изток и североизток в Алжирска Сахара.

## Климат, води, флора и фауна
Климатът на Мавритания е тропичен, пустинен. Средната януарска температура е 16 – 20°С, средната юлска – 30 – 32°С, а максималните температури често достигат 40 – 45°С. Влиянието на океана върху климата се проявява само в тясна крайбрежна ивица, където температурите са по-ниски, влажността на въздуха е по-висока и с чести мъгли. Много характерни за вътрешността на страната са изсушаващите източни ветрове. Годишната сума на валежите е под 100 mm, а на североизток – под 50 mm. В Мавритания няма постоянно течащи реки с изключение на граничната със Сенегал река Сенегал – 1750 km (в Мавритания 813 km) и трите ѝ десни притока: Горгол (345 km), Гарфа и Каракоро (310 km). Долината на река Сенегал се отнася към географската област Сахел, където годишната сума на валежите достига 200 – 400 mm. Тук за напояване на земеделските земи се използват водите на реката по време нейното пълноводие. В останалите части на Мавритания водоснабдяването се осъществява предимно за сметка на подземни (грунтови) води и редки водоизточници. По крайбрежието са изградени няколко инсталации за опресняване на морски и засолени грунтови води.
За пустинните райони е характерна разредената тревисто-храстова и ефемерна тревиста растителност (ашеб). На юг е развита полупустинна сухолюбива храстова растителност и отделни малки горички от акации, в т.ч. и акацията, от която се добива смолата гума арабика. В животинския свят преобладават типичните за пустинята видове, като най-многочислени са влечугите и гризачите, а от хищниците – чакал и лисица фенек. В отделни райони са се съхранили щрауси и копитни бозайници (газела, антилопа). Крайбрежните води са богати на риба (сардина, тон, марлин и др.).